# Associazione Sportiva Vis Nova Giussano
L'Associazione Sportiva Vis Nova Giussano è una società calcistica italiana con sede nel comune di Giussano, in provincia di Monza e della Brianza.
Fondata nel 1920 e re-istituita da ultimo nel 2000, vanta quale maggior risultato della propria storia alcune partecipazioni al terzo livello del campionato italiano di calcio, tra gli anni 1931 e 1948. Per gran parte del tempo ha militato nelle divisioni dilettantistiche lombarde.
Nella stagione 2025-2026 milita in Eccellenza, quinta divisione del sistema calcistico italiano.

## Storia
La Vis Nova Sport Club fu fondata il 17 novembre 1920 presso la “Mutuo Soccorso e Scuole Professionali” di Giussano. I padri fondatori della società, che costituirono il primo consiglio sociale insieme al dr. Giorgio Edwards, erano membri di spicco della Società di Mutuo Soccorso di Giussano.
Il club organizzò il campionato brianzolo dell'ULIC dal 1922, subentrando alla Caratese che aveva deciso di affiliarsi alla FIGC. Il Comitato ULIC "Valli Briantee" fu pertanto organizzato dalla Vis Nova per 3 stagioni consecutive fino al 1925 e comprendeva i "tornei dei bar" e i "tornei della canicola" a 6 giocatori, che si tenevano in Brianza durante l'estate.
Il passaggio della Caratese alla FIGC fece altresì in modo che, alla fine della stagione 1922-23, molti giocatori svincolatisi da tale club decisero di passare proprio alla Vis Nova, che pertanto nel 1923 si affiliò a sua volta alla federazione nazionale, debuttando in Quarta Divisione.
Nel 1926, stante la limitatezza strutturale del proprio terreno di gioco (appena sufficiente per disputare i campionati di Terza Divisione), la società giussanese si impegna nella costruzione di un nuovo impianto sportivo; nell'attesa del completamento, chiede e ottiene dal Seregno il permesso di poter giocare nel campo interno degli azzurri, ottenendo il via libera dal Comitato Regionale Lombardo. In questi anni si forma nella Vis l'attaccante Aldo Boffi, che successivamente verrà ceduto al Seregno e quindi al Milan.
Sul nuovo campo sportivo la Vis Nova arriva a disputare i campionati nazionali di Prima Divisione, terzo livello dell'epoca. Nella stagione 1934-1935 tuttavia la squadra retrocede in Prima Divisione Regionale chiudendo il campionato all'ultimo posto; le contestuali difficoltà economiche le impediscono di iscriversi alla stagione successiva.
Subito dopo la fine della guerra d'Etiopia il fascio cittadino tessera diversi giocatori ex-vissini e si iscrive ai ruoli federali sotto la denominazione Fascio Giovanile di Combattimento di Giussano, prendendo parte al campionato 1939-1940 indetto dal Direttorio della Sezione Propaganda di Seregno.
Nel giugno del 1940, grazie all'iniziativa di Rino Annoni, viene ricostituita ufficialmente la vecchia società, con la nuova denominazione di Associazione Sportiva Vis Nova.
Tra il 1948 ed il 1958 la Vis lancia diversi calciatori che poi giungono a disputare i campionati di Serie A e a vestire la maglia della Nazionale (il già citato Boffi, ma anche Bugatti). Il 19 marzo 1964 venne inaugurato ufficialmente il campo da gioco denominato Caduti di Superga, mentre alla fine dell'agosto 1965 Giussano ospita per dieci giorni gli argentini dell'Independiente di Buenos Aires, i quali scelgono la città come luogo dove allenarsi in vista della finale di Coppa Intercontinentale da disputare a Milano contro l'Inter.
Nel 1980 la Vis Nova si concentra sul settore giovanile e sulla valorizzazione del vivaio, costituendo scuole calcio e squadre pulcini, allievi e così via. Nel 1999, tuttavia, per difficoltà economiche, la squadra viene ritirata dal campionato dalla dirigenza, la quale riduce inoltre a due sole squadre il Settore Giovanile. Il club venne però salvato dalla sparizione per iniziativa di alcune persone, le quali costituiscono la newco Associazione Calcio Giussano 2000, che nel 2002 (previa cessazione della vecchia matricola) muta denominazione in Associazione Sportiva Vis Nova Giussano.
Coi primi anni 2000 viene altresì intrapreso il rilancio del settore giovanile, guidato da Marco Barollo e, in una prima fase, dal giussanese Stefano Borgonovo, cui dopo il decesso sarà intitolato lo stadio cittadino.
L'ulteriore riassetto societario del 2012 fa da preludio a un periodo di floridezza sportiva: in particolare tra il 2017 e il 2020 i neroverdi centrano tre promozioni consecutive, che li conducono dalla Prima Categoria alla Serie D, categoria quest'ultima ove mancavano da oltre sessant'anni.

## Palmarès

### Competizioni regionali
- Promozione: 2

1953-1954 (girone B), 2018-2019 (girone B)
- Prima Categoria: 3

1960-1961, 2006-2007, 2017-2018
- Terza Categoria: 1

2001-2002